# Narodni park Gobustan
Narodni park Gobustan ali Državni rezervat Gobustan, ki leži zahodno od naselja Gobustan, približno 64 km jugozahodno od središča Bakuja, je bil ustanovljen leta 1966, ko je bila regija razglašena za nacionalno zgodovinsko znamenitost Azerbajdžana v poskusu ohranjanja starodavnih rezbarij, blatnih vulkanov in glasbenih kamnov v regiji.
Rezervat Gobustan je zelo bogat z arheološkimi spomeniki, v njem je več kot 6000 v kamen vklesanih podob, ki prikazujejo ljudi, živali, bojne predmete, obredne plese, bikoborbe, čolne z oboroženimi veslači, bojevnike s koplji v rokah, karavane kamel, slike sonca in zvezd, v povprečju datirajo med 5.000-20.000 let v preteklost.
Državni zgodovinski in kulturni rezervat Gobustan je državni status pridobil leta 2006. Glede na pomen rezerve za ves svet je azerbajdžanska vlada leta 2002 predložila potrebne dokumente Unescu za vključitev na seznam svetovne dediščine. V ta namen je bil leta 2006 pripravljen Unescov načrt upravljanja in delo pri imenovanju Gobustana. V tem obdobju je bil s podporo Fundacije Heydar Alijev in na pobudo Mehribana Aliyeve v rezervo povabljen generalni direktor Unesca Koichiro Matsuura. Seznanil se je s spomeniki Gobustana, strokovnjaki UNESCO in ICOMOS pa so podprli načrt ministrstva za kulturo in turizem Azerbajdžana in ovrednotili rezervo. Kot del 31. zasedanja Unescovega odbora za svetovno zapuščino, ki je potekalo v mestu Christchurch na Novi Zelandiji 23. junija do 2. julija 2007, je bil vključen na seznam svetovne dediščine.

## Etimologija
Ime Gobustan pomeni 'rob grape' (iz  гобу - gobu - votla, soteska, vodnjak, tabor –  стан – rob, dežela, stran).

## Geografija
Območje rezervata s 3096 hektarji je obsežno nizko gorsko ozemlje med jugovzhodnimi obrežji Visokega Kavkaza in Kaspijskega jezera. Prečkajo ga grape in suhe doline. Na severu Gobustan omejuje južni podaljšek glavnega kavkaškega območja, na zahodu dolina reke Pirsatčaj, na jugu gorovja Mišovdag in Harami, na vzhodu pa obala Kaspijskega jezera in polotok Abšeron. Dolžina od severa do juga je 100 km, od zahoda proti vzhodu - do 80 km.
Tu so največji blatni vulkani na Kavkazu. Glavna reka je Jejrankečmez. Na gori Bojukdaš so tudi izviri in vodnjaki, ki jih napaja podtalnica iz apnenčastih nahajališč in padavin. Podnebje v rezervatu je suho subtropsko, z razmeroma blagimi zimami in vročimi poletji.

## Predzgodovinske skalni okras
Kamnine in petroglifi na najdišču prikazujejo očarljive slike prazgodovinskega življenja na Kavkazu. Dobro ohranjene skice prikazujejo starodavno prebivalstvo, ki potuje na trstičnih čolnih; moški lovijo antilope in divje bike, ženske pa plešejo. Slavni norveški antropolog Thor Heyerdahl se je med letoma 1961 in njegovo smrt leta 2002 mnogokrat vrnil v Azerbajdžan, da bi to najdišče preučeval v svojem projektu Iskanju Odina (norveško Jakten på Odin).
Jezik starodavnega prebivalstva Gobustana ni znan, vendar petroglifi dajejo podatke o življenju prazgodovinskih ljudi, ki so tam živeli. V obdobju tisočletja je bilo vklesanih več kot 4000 slik živali, ljudi, naravnih življenjskih izkušenj, lova in plesa. Večina petroglifov je na velikih pečinah, razdeljenih med več starodavnih bivališč, ponekod pa so bile izklesane nad starejšimi podobami. V prvih rezbarijah so bile upodobljene naravne človeške in živalske figure, pogosto nepravilno, vendar so sčasoma začele bolj spominjati na mere in proporce predmetov, vključno s takšnimi podrobnostmi, kot so mišice nog ljudi v lovskih prizorih. Glave človeških figur so po navadi majhne in izklesane brez nosov, ust, oči ali ušes. Vendar strokovnjaki tega pomanjkanja detajlov ne razlagajo kot pokazatelj, da je gobustanskim umetnikom primanjkovalo tehnične spretnosti, saj nekatere rezbarije kažejo višjo stopnjo zapletenosti in podrobnosti. Med petroglifi je upodobljenih veliko prizorov iz plemenskega življenja, slike iz jame Sedem lepot pa kažejo, da so ženske morda sodelovale v lovu.

## Rimski napis
Na ozemlju rezervata ob vznožju gore Bojukdaš je kamnita plošča z latinskim napisom iz 1. stoletja našega štetja, ki ga je zapustila rimska legija z vzdevkom Fulminata cesarja Domicijana, in kaže na  prisotnost XII rimske legije v 1. stoletju našega štetja. Domicijan je tako leta 75 poslal Legijo za pomoč zavezniškim kraljestvom Iberije in Albanije na Kavkazu. Velja, da je ta legija odšla najdlje vzhodno od Rima. Zapis o prisotnosti legije so odkrili v 1930-ih.

## Blatni vulkani
Ocenjujejo, da v Gobustanu, Azerbajdžanu in ob Kaspijskem jezeru aktivnih 300 od 700 blatnih vulkanov na planetu. Številni geologi, pa tudi domačini in tuji turisti hodijo v kraje Firuz, Gobustan, Saljan in se mažejo z blatom, ki naj bi imel zdravilne lastnosti.

## Rastlinstvo in živalstvo
Narava Gobustana je veliko bolj primerna kot v drugih regijah Azerbejdžana. Vendar so bile naravne danosti teh krajev pred 20-25 tisoč leti popolnoma drugačne. Po risbah živali in človeških figur se zdi, da so od 10 do 12 tisoč let v preteklosti živeli v toplem podnebju. Ljudje so nosili lahka oblačila, moški so nosili predpasnike, ženske pa kratke usnjene obleke. Zaradi stalnega toplega vremena, zelenja in obilo vode so bili ti kraji habitati divjih živali: biki, konji, jeleni, koze in druge živali so živeli v Gobustanu. Iz skalnih risb in arheoloških najdb so iz tega obdobja našli prisotnost volkov, tigrov, lisic, šakalov in drugih divjih živali. Leta 1968 so med rezanjem 3 m globoke skale v bližini Atbulaka slučajno odrezali velike kosti neznane živali. Delavci so obvestili ministrstvo za kulturo Azerbajdžanske republike SSR, ne vedoč, katere so te kosti. Po preiskavi so ugotovili, da so bile to kosti južnega slona, ki je nekoč živel v Gobustanu.

## Gavaldaš
Gavaldaš (iz turških besed gaval in daš – kamen) je naravni glasbeni kamen, ki ga je mogoče najti le v Gobustanu v Azerbajdžanu. S tapkanjem lahko iz njega izvlečemo ritmično jasne motive. Zvok gavaldaša je podoben zvočnemu zvoku tamburina. V Gobustanu sta 2 gavaldaša: ob severnem vznožju griču Čingirdag in na griču Bejukdaš. Verjame se, da je bil gavaldaš ljudem znan že od zgornjega paleolitika in da so ga lovci in nabiralci, ki so živeli na tem ozemlju, uporabljali.
Gavaldaš je sestavljen iz školjčnega apnenca in je ploščat kos apnenca. Počiva na skali samo na dveh mestih in stoji, kot da je na zračni blazini. Gavaldaš na različnih mestih oddaja različne zvoke, odvisno od gostote lupin v apnencu. Razlog za to razliko v zvokih je praznina in poroznost lupin. Starodavni ljudje so iskali kamne, ki so oddajali glasen zvok in jih tapkali z majhnim kamnom ter izvabljali najrazličnejše zvoke. Na gavaldaš se igra tako, da se ga tapka z majhnimi kamni. Posledično se izvajajo zvoki različnih višin in resonanc. Morda so te zvoke spremljali obredni plesi in slovesnosti.